# Alfred Kurt

Alfred Kurt (ca. 1965)

Alfred Otto Kurt (* 20. Juni 1916 in Solothurn; † 12. Mai 2004 ebenda; heimatberechtigt in Solothurn und Attiswil) war ein Schweizer Forstwissenschaftler und Professor an der ETH Zürich.

## Leben
Alfred Kurt studierte von 1935 bis 1939 an der Abteilung für Forstwirtschaft an der ETH Zürich. Nach zwei Praxisjahren in Aigle und Sarnen war er von 1941 bis 1942 technische Aushilfe beim Oberforstamt in Solothurn, bevor er für zwei Jahre als Waldbauassistent und Doktorand an die ETH zurückkehrte. Der Regierungsrat des Kantons Solothurn wählte ihn 1944 zum kantonalen Forsttaxator, und 1945 wurde er zum Kreisoberförster der Amtei Olten-Gösgen gewählt. 1946 promovierte er bei Hans Leibundgut. Nach dem Rücktritt von Hermann Knuchel wählte ihn der Bundesrat 1952 zum ordentlichen Professor für Forstwissenschaften für die Gebiete Forsteinrichtung, Waldertragslehre, Holzmesskunde und Waldwertrechnung. Daneben war er von 1955 bis 1968 im Nebenamt Direktor der Eidgenössischen Anstalt für das forstliche Versuchswesen (EAFV). Von 1976 bis 1978 stand Kurt der damaligen Abteilung für Forstwirtschaft vor. Als einer der Hauptinitianten entwarf er einen neuen Normalstudienplan. Zudem beteiligte er sich massgeblich an der Neustrukturierung der Abteilung für Forstwirtschaft. Er emeritierte 1982.

## Schaffen
Ein zentrales Anliegen war ihm eine Modernisierung und klare Strukturierung der forstlichen Planung, die er als Teil einer umfassenden raumbezogenen Planung verstand. Er trennte den eigentlichen Betriebsplan vom Grundlagenplan und förderte den Einsatz der Fernerkundung und der Stichprobeninventur. Unter seiner Leitung entstanden elf Doktorarbeiten und eine Habilitation. In seiner Amtszeit bezog die EAFV einen zweckmässigen Neubau in Birmensdorf, nachdem sie jahrzehntelang an der Tannenstrasse im ETH-Zentrum untergebracht gewesen war. Er erwirkte eine neue Organisationsverordnung und Neustrukturierung mit Sektionen und Forschungsgruppen. Von 1955 bis 1968 nahm der Personalbestand von 38 auf 105 Personen zu.

## Mitgliedschaften und Auszeichnungen
- 1968–1978: Präsident der Interessengemeinschaft Industrieholz
- 1969: Korrespondierendes Mitglied der Forstwissenschaftlichen Gesellschaft in Finnland[3]
- 1977: Karl-Abetz-Preis[4]

## Publikationen (Auswahl)
- Untersuchungen über Aufbau und Qualität von Buchendickungen. Diss. Techn. Wiss. ETH Zürich, Nr. 1554, 1946, doi:10.3929/ethz-a-000324223.
- Il cancro corticale del castagno nel Cantone Ticino. Beer, Zürich 1957.
- Beitrag zur Kenntnis der Waldverhältnisse im Schweizerischen Nationalpark. Beer, Zürich 1960.
- Die Anwendung des Luftbildes im schweizerischen Forstwesen. Eidgenössische Anstalt für das forstliche Versuchswesen, Birmensdorf 1962.